# Velká nad Veličkou
Velká nad Veličkou (německy Welka) je obec v okrese Hodonín v Jihomoravském kraji na úpatí Bílých Karpat na říčce Veličce, 13 km jihovýchodně od Veselí nad Moravou. Žije zde přibližně 2 800 obyvatel. Je největší obcí horňácké oblasti Moravského Slovácka.
Zástavba obce je již urbanisticky srostlá se zástavbou sousedního Javorníku. Rozkládá se na katastrální ploše 1318 ha ve výšce 288 m n. m. První zmínka o obci pochází z roku 1228. Od roku 1957 se zde každé léto koná folklorní festival Horňácké slavnosti.

## Pamětihodnosti
- Kostel sv. Máří Magdalény s kněžištěm z první poloviny 14. století, opevněný hradební zdí
- Vodní mlýn
- Socha sv. Jana Nepomuckého z roku 1747
- Národní přírodní rezervace Zahrady pod Hájem
- Přírodní rezervace Hloží
- Přírodní památka Nad Vápenkou
- Židovský hřbitov

## Galerie

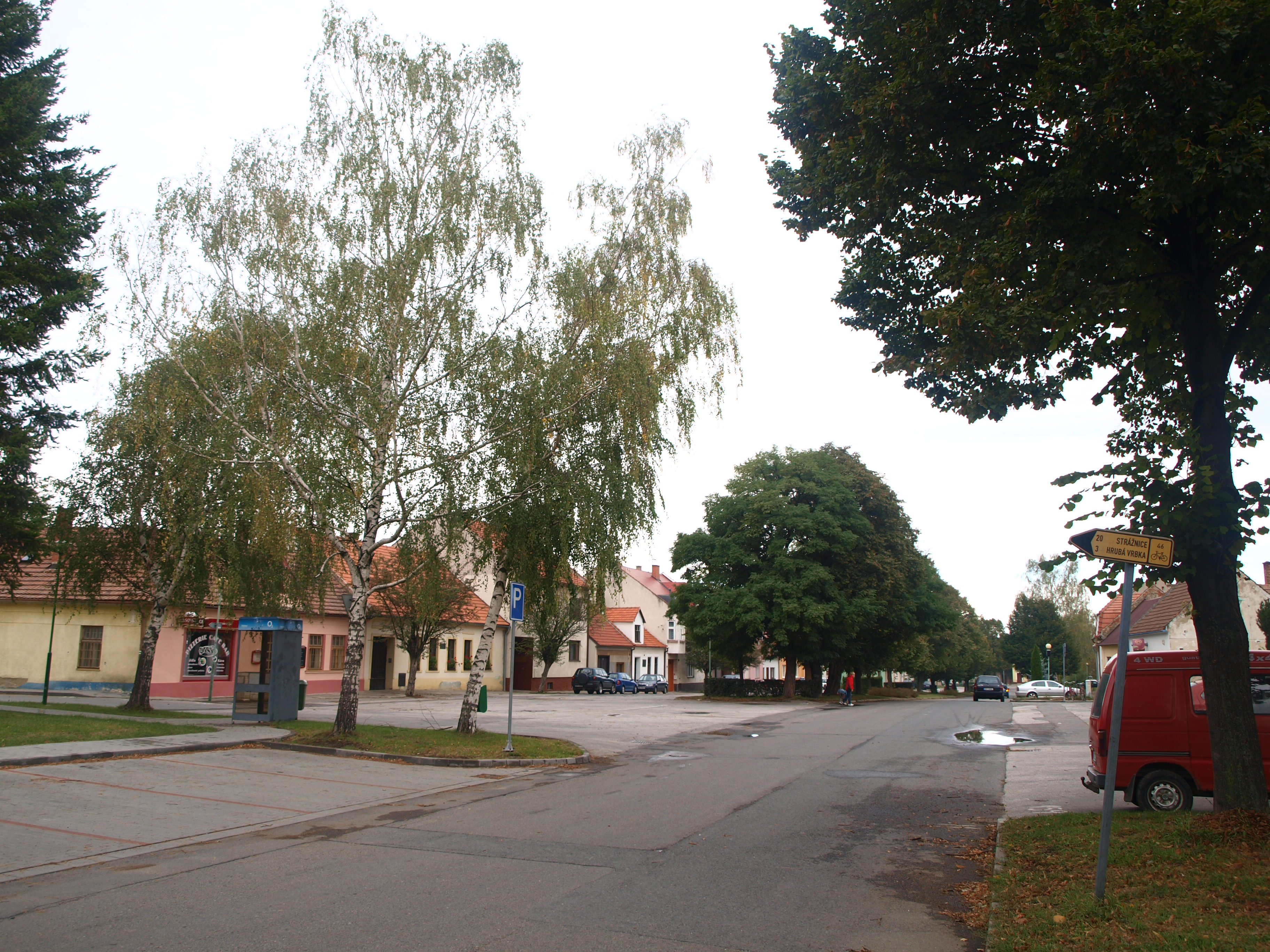
Náměstí
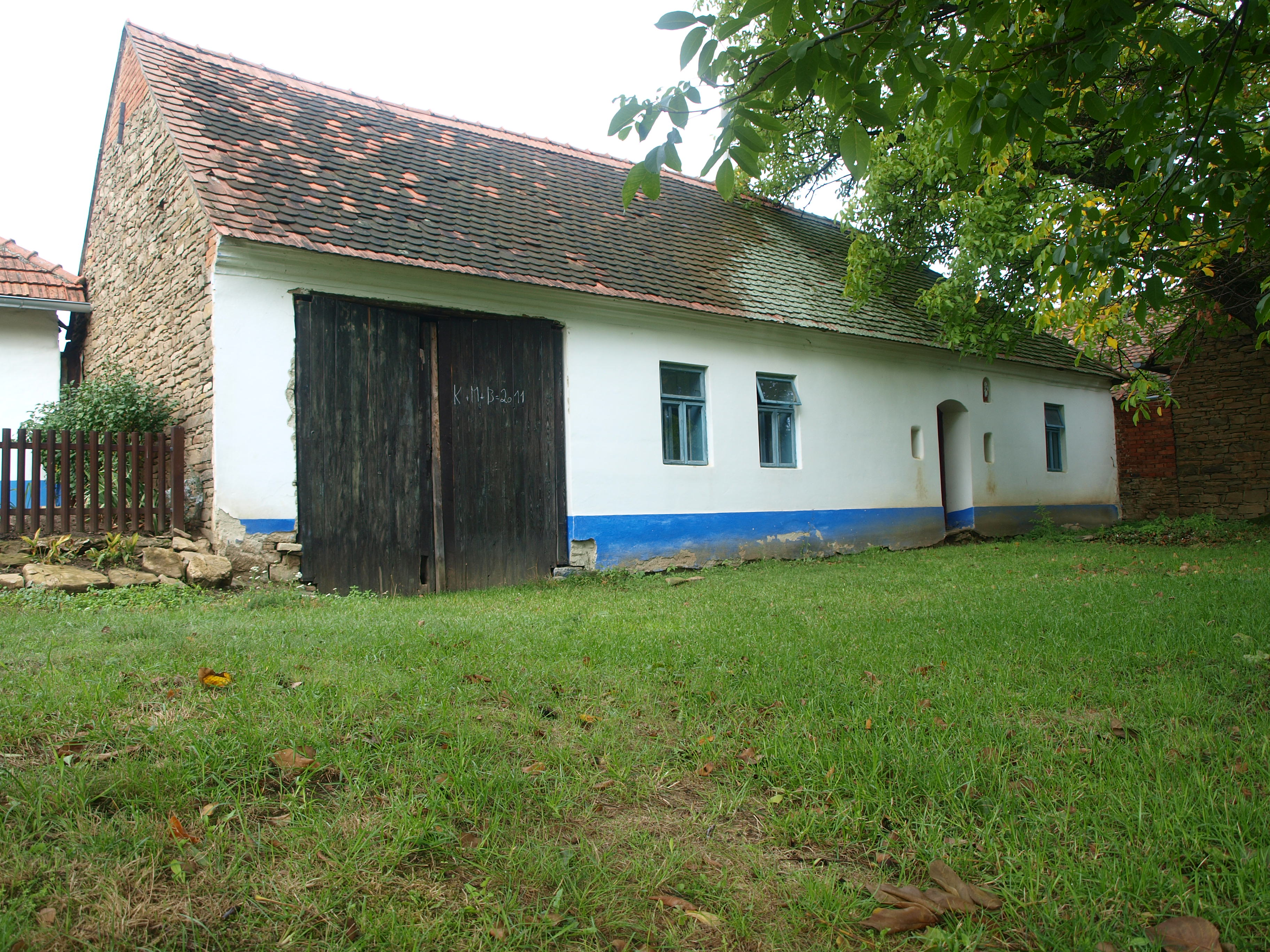
Jeden ze zachovaných tradičních domů
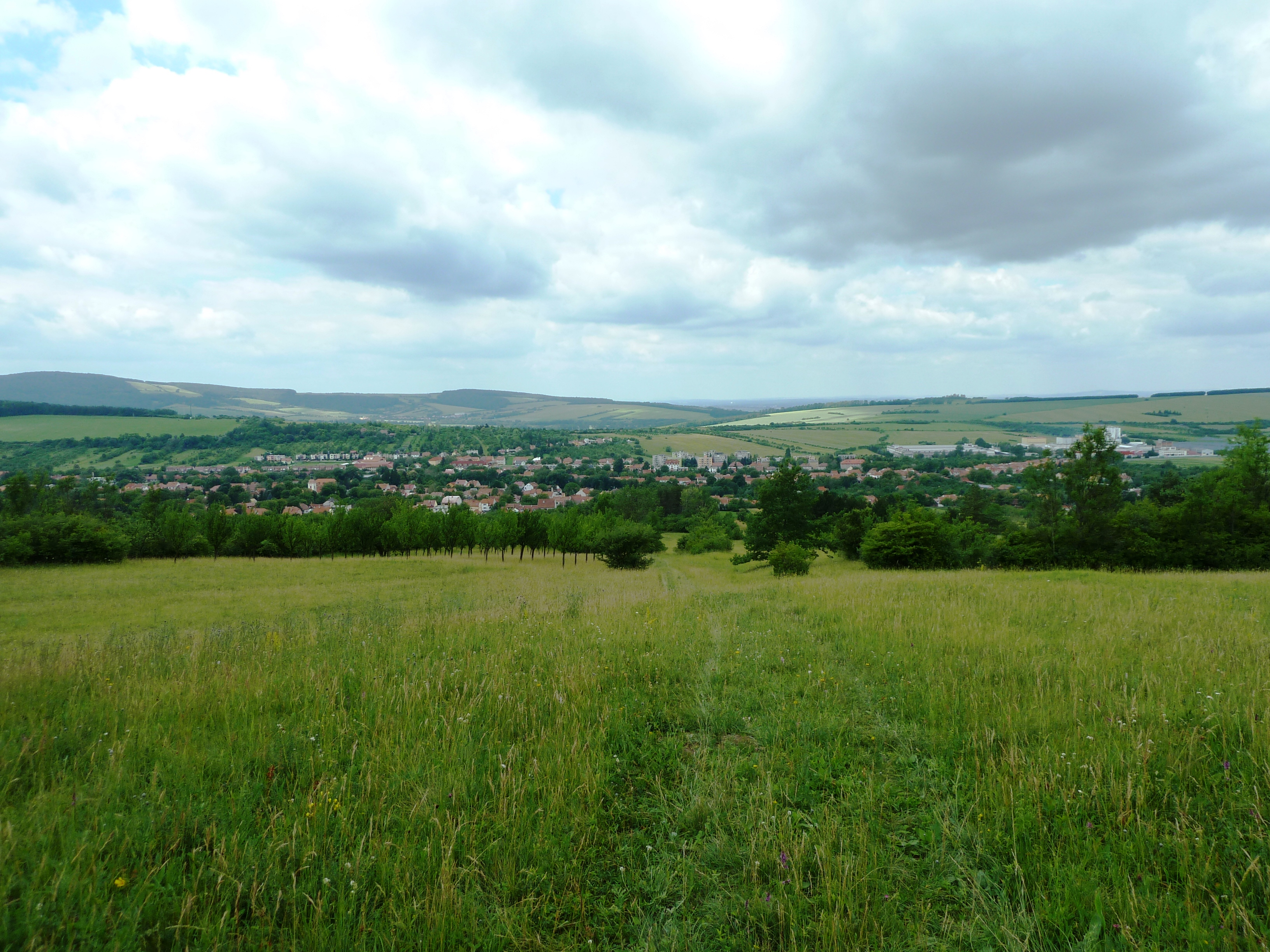
Pohled z přírodní rezervace Zahrady pod Hájem
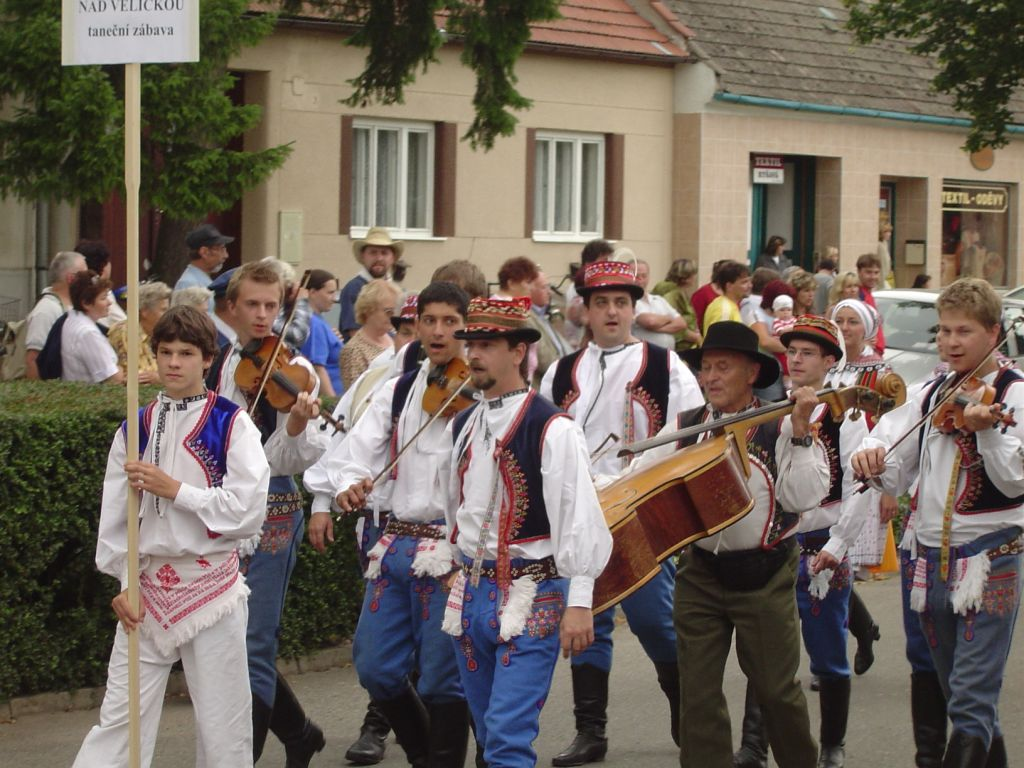
Muzikanti z Velké

## Samospráva
Od roku 1990 je starostou Jiří Pšurný. Na ustavujícím zasedání zastupitelstva 7. listopadu 2014 byl do této funkce opětovně zvolen.  V komunálních volbách 2018 už nekandidoval. Na ustavujícím jednání zastupitelstva 5. listopadu 2018 byl novým starostou zvolen Petr Šmidrkal.

## Osobnosti
- Zdenka Jelínková (1920–2005), etnografka, folkloristka
- Vladimír Klusák (1916–1990), klavírista a hudební skladatel
- Cyril Mandel (1873–1907), malíř
- Karel Sup (1897–1973), malíř, grafik, učitel
- Eduard Urx (1903–1942), politik, novinář, básník, literární kritik a teoretik
- Martin Zeman (1854–1919), folklorista, zpěvák, tanečník, hudebník a sběratel lidových písní